# Каса Мілітар (футбольний клуб)
Футбольний клуб Каса Мілітар Квандо-Кубанго або просто Каса Мілітар (порт. Futebol Clube da Casa Militar do Cuando Cubango) — професіональний ангольський футбольний клуб з міста Менонге, в провінції Квандо-Кубанго, яке знаходиться на півдні Анголи.

## Історія
«Каса Мілітар» був заснований 12 травня 2012 року як футбольна секція однойменного спортивного товариства. З моменту свого заснування футбольна команда спортивного клубу виступала в різноманітних регіональних ангольських змаганнях. В 2016 році досягла найбільшого успіху в своїй історію, стала переможцем футбольного чемпіонату провінції Квандо-Кубанго. І в сезоні 2016/17 років дебютувала в Серії Б Гіра Анголи, другому за силою футбольному чемпіонаті Анголи.

## Досягнення
- Чемпіонат провінції Квандо-Кубанго з футболу
  -  Чемпіон (1): 2016[2]

## Виступи в національних турнірах
| 2016 ГА |
|         |
|         |
|         |
|         |
|         |

Примітки:1м = Вихід до Гіраболи, ГБ = 1-ий дивізіон, ГА = 2-ий дивізіон 
    Рейтинг червоного кольору означає, що клуб покинув чемпіонат 
   Рейтинг пурпурового кольору означає, що клуб підвщився в класі й за підсумками того ж сезону залишив чемпіонат

## Розклад та результати
| 2016 3-тє | 9 липня (а) ЖГМ 1–0   | 24 липня (х) 0–0 АП  | 30 липня (а) МАК 3–2   | 7 серпня (х) 4–0 ДЖЕК   |
| 2016 3-тє | 20 серпня (х) 3–1 ЖГМ | 3 вересня (а) АП 3–3 | 11 вересня (х) 2–2 МАК | 18 вересня (а) ДЖЕК 2–0 |

      Перемога       Нічия       Поразка

## Відомі тренери
| Паулу Сараїва | (2016) | - |  |